# 오비디우

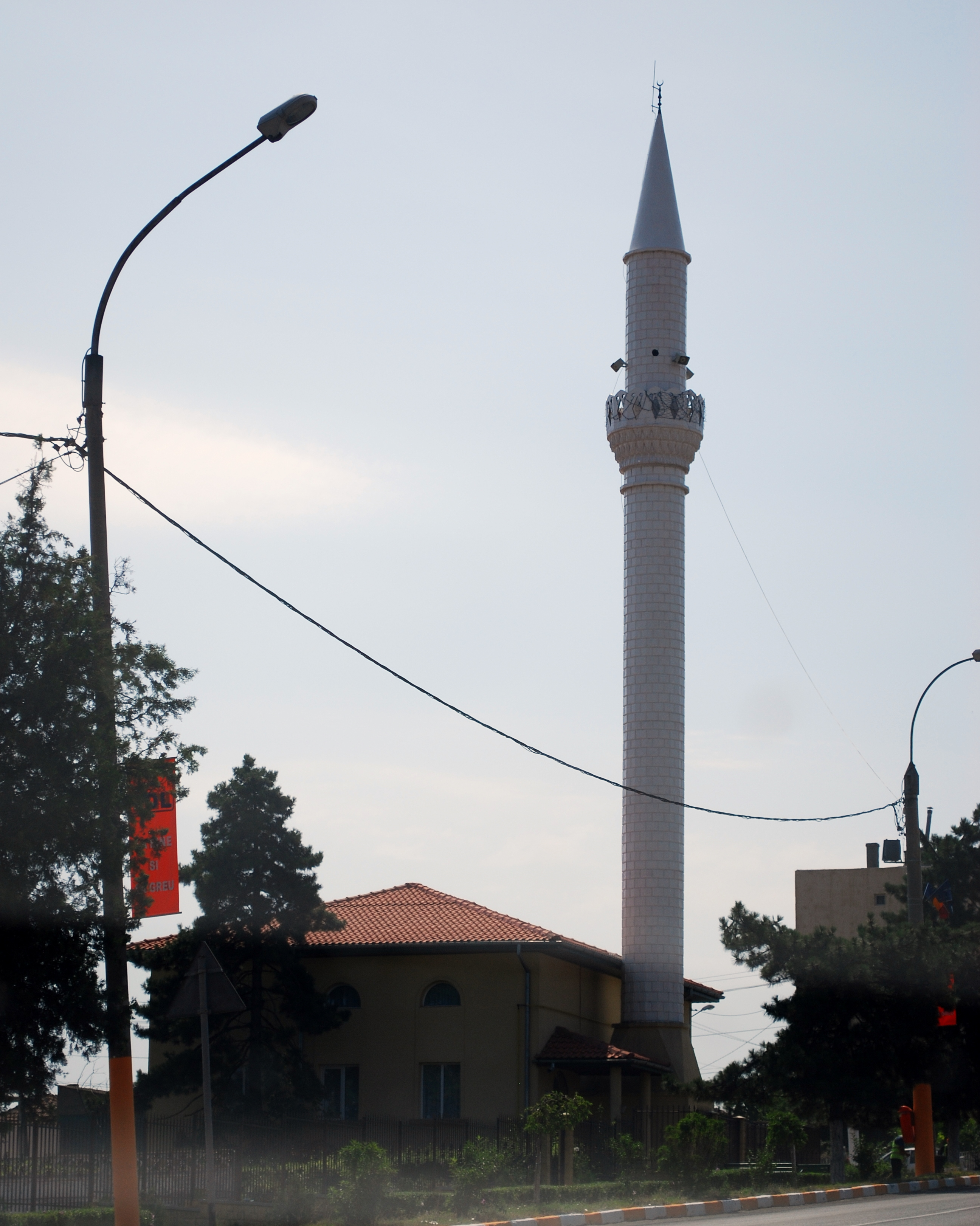
오비디우 모스크

오비디우(루마니아어: Ovidiu, 옛 이름 카나라(Canara))는 루마니아 콘스탄차주의 도시로 면적은 82.63km2, 인구는 12,342명(2011년 기준)이다. 콘스탄차 북쪽에 위치한다. 1930년 고대 로마의 시인인 오비디우스를 기념하기 위한 차원에서 도시 이름이 변경되었다.

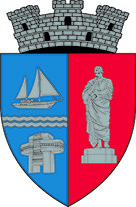
시 문장

## 인구
| 연도              | 인구   | ±%    |
| ----------------- | ------ | ----- |
| 1992              | 12,591 | —     |
| 2002              | 13,458 | +6.9% |
| 2011              | 12,342 | −8.3% |
| 출처: Census data |        |       |